# Liste der Bischöfe von Terracina
Die folgenden Personen waren Bischöfe von Terracina (Italien):
- Sabino (313)
- Martirio (492–504)
- Peter (591–592)
- Agnello I. (592–598)
- Agnello II. (680)
- Giordano (853)
- Leon (879)
- Sabbatinus (963–964)[1]
- Benedikt I. (969)
- Johannes (986–994)
- Adeodat (1015)
- Johannes (1028–1036)
- Teobald (1042)
- Johannes (1052–1059)
- Ambrogio (1064–1071)
- Pietro (1088–1095)
- Benedikt II. (1098–1105)
- Gregor (1107/11–1126)
- Thomas (1159)
- Berardo Berardi (1166)
- Ugone (1168–1195)
- Tedelgario (1195–1203)
- Simeone (1203–1227)
- Gregor (1227–1248)
- Docibile (1248–1257)
- Pietro (1257–1259)
- Francesco Canis (1259–1295)
- Teobald (1295–1296)
- Albert (1296–1300)
- Johannes (1300–1319)
- Andreas (1319–1321)
- Sergio Peronti (1326–1348)
- Pietro (1348–1352)
- Giacomo da Perugia (1352–1362)
- Giovanni Ferreri da Sora (1362–1372)
- Stefano Armandi (1372–1396)
- Ruggero (1396–1398)
- Nicola da Segni (1400–1402)
- Marino di S. Agata (1402–1404)
- Antonio (1404–1411)
- Antonio da Zagarolo (1411–1422)
- Andrea Gacci (1422–1425)
- Giovanni de Normannis (1425–1427)
- Nicola de Aspera (1430–1445)
- Alessandro Trani (1445–1448)
- Alessandro Cajetanus (1448–1458)
- Francesco de Benedictis (1455–1458)
- Corrado de Marcellinis (1458–1490)
- Francesco Rosa (1490–1493)
- Gondesalvo (1493–…)
- Antonio Rosa (…-1500)
- Giovanni de Galves (Juan Gálvez) (1500–1507)
  - Oliviero Kardinal Carafa (1507–1510) (Apostolischer Administrator, auch Erzbischof von Neapel)
- Zaccaria de Moris (1510–1517)
- Andrea Cybo (1517–1522)
- Giovanni de Copis (1522–1527)
- Antonio Bonsius (1528–1533)
- Cinzio Filonardi (1533–1534)
- Cipriano de Caris (1534)
- Alessandro Argoli (1534–1540)
- Ottaviano Maria Sforza (1540–1545)
- Ottaviano Raverta (1545–1562)
  - Felice Massimi (Bischof von Cittaducale) und Giacomo Peregrini (Bischof von Fondi)
- Francesco Beltramini (1564–1575)
- Beltramino Beltramini (1575–1582)
- Luca Cardino (1582–1594)
- Fabrizio Perugini (1595–1608)
- Pomponio de Magistris (1608–1614)
- Cesare Ventimiglia (1615–1645)
- Alessandro Tassi (1646–1647)
- Francesco Maria Ghislieri (1649–1664)
- Pompeo Angelotti (1664–1667)
- Ercole Domenico Monnanni (1667–1710)
- Bernardo Maria Kardinal Conti OSB (1710–1720)
- Giovanni Battista Conventati (1720–1726) (Erzbischof)
- Gioacchino Maria Oldi (1726–1749)
- Callisto Maria Palombella (1749–1758)
- Francesco Alessandro Odoardi (1758–1775)
- Benedetto Pucilli (1775–1786)
- Angelo Antonio Anselmi (1786–1792)
  - Luigi Cerroni (1794–1800) (Apostolischer Vikar)
- Michele Argelati (1800–1805)
- Francesco Antonio Mondelli (1805–1814) (auch Bischof von Città di Castello)
- Francesco Saverio (Franz Xavier) Pereira (1815–1818) (auch Bischof von Rieti)
- Francesco Albertini (1819)
- Carlo Cavalieri Manassi (1820–1826)
- Luigi Frezza (1826–1828)
  - Luigi Pietro Grati OSM (1829–1833) (Apostolischer Administrator, auch Titularbischof von Callinicum)
- Bernardino Panzacchi (1834)
- Guglielmo Aretini-Sillani (1835–1853)
- Niccola Bedini (1853–1862)
  - Giovanni Montuoro (1861–1862) (Apostolischer Vikar und Visitator, auch Bischof von Bovino)
- Bernardino Trionfetti OFM Obs. (1862–1880)
- Flaviano Simoneschi (1880–1883)
- Tommaso Mesmer (1883–1892)
- Paolo Emio Bergamaschi (1893–1899) (auch Bischof von Troia)
- Domenico Ambrosi (1899–1921)
- Salvatore Baccarini, C.R. (1922–1930) (auch Erzbischof von Capua)
- Pio Leonardo Navarra, O.F.M. Conv. (1932–1951)
- Emilio Pizzoni (1951–1966)
- Arrigo Pintonello (1967–1971)
  - Luigi Maria Carli (1971–1972) (Apostolischer Administrator, auch Bischof von Segni)
- Enrico Romolo Compagnone, O.C.D. (1972–1983)
- Domenico Simone Pecile (1983–1998)
- Giuseppe Petrocchi (1998–2013)
- Mariano Crociata (seit 2013)